# سایجو، هیروشیما (شوبارا)
سایجو، هیروشیما (شوبارا) (به لاتین: Saijō) یک منطقهٔ مسکونی در ژاپن است که در ناحیه چوگوکو واقع شده‌است. سایجو ۴٬۱۸۲ نفر جمعیت دارد.